# Lina Guérin
Pour les articles homonymes, voir Guérin.
Pas d'image ? Cliquez ici

a Compétitions nationales et continentales officielles uniquement.

b Matchs officiels uniquement.
Dernière mise à jour le 2 décembre 2021.
Lina Guérin, née le 16 avril 1991 à Paris, est une joueuse internationale française de rugby à sept et de rugby à XV.

## Carrière
Dans sa jeunesse, elle pratique le tennis, le handball, l’équitation et l’athlétisme avant de se consacrer au rugby.
Elle signe au Rugby Club Chilly-Mazarin en 2018, et joue son premier match contre Limoges au poste d’arrière.
Elle fait partie de l'équipe de France féminine de rugby à XV disputant le Tournoi des Six Nations féminin 2015.
Elle fait aussi partie de l'équipe de France féminine de rugby à sept disputant les Jeux olympiques d'été de 2016.
En 2021, elle est sélectionnée par David Courteix pour participer aux Jeux olympiques d'été de Tokyo ; les Bleues sont médaillées d'argent.

## Palmarès

### En équipe nationale
- Jeux olympiques
  -  Médaille d'argent aux Jeux olympiques d'été de 2020.

- Coupe du monde de rugby à sept :
  - 2e : 2018

## Décorations
- Chevalier de l'ordre national du Mérite (décret du 8 septembre 2021)[5]